# Historia del más famoso escudero Sancho Panza
Historia del más famoso escudero Sancho Panza, es la continuación del Quijote, publicada en dos partes, la primera en Madrid en 1793, en la Imprenta Real, y la segunda en 1798, en la imprenta de Villalpando. La primera fue escrita por el bachiller Pedro Gatell y Carnicer, y en la segunda se dice que Gatell murió cuatro años atrás y que es otro el que continúa la obra.
La primera parte se inicia con la descripción del pesar de Sancho Panza por la muerte de Don Quijote y cómo en sus ratos de ocio se dedica a contar a sus convecinos las aventuras que vivió junto a su amo. El juicio y discreción de que hace gala hace que finalmente sea nombrado Alcalde de su aldea, cargo que desempeña con sumo acierto.
La segunda parte relata la mísera vida del antiguo escudero después de haber concluido su paso por la Alcaldía, y las peripecias que sufre cuando va a Madrid para tratar de obtener alguna ayuda de los Duques, sin lograr verlos. A su regreso a la aldea se le acusa injustamente de contrabando y es encarcelado. El bachiller Carrasco logra liberarlo, gracias a la intervención de los Duques. Sancho muere poco después, víctima de tantos sinsabores, y los Duques, compadecidos, asignan una pequeña pensión vitalicia a su hija.
Pedro Gatell y Carnicer publicó otras tres obras relacionadas con el Quijote: La moral de Don Quijote, en dos tomos (1789 y (1792), Instrucciones económicas y políticas dadas por el famoso Sancho Panza, Gobernador de la Ínsula Barataria, a un hijo suyo (1791) y La moral del más famoso escudero Sancho Panza (1793).